# Hôtel de Cluny
L'Hôtel de Cluny è un Hôtel particulier situato nel quartiere latino di Parigi, in Francia.
Deve il suo nome agli Abati di Cluny che dal XIII secolo insegnavano nel Collège de Cluny, e ne fecero la loro residenza.
Dal 1843 fu acquistato dallo Stato che lo attaccò alle adiacenti Terme di Cluny e destinò il complesso a Museo del Medioevo.
Rappresenta un notevole esempio dell'architettura gotica civile, secondo il suo stile Fiammeggiante, e il più bel palazzo residenziale medievale di Parigi.

## Storia e architettura

### Origini romane e medievali

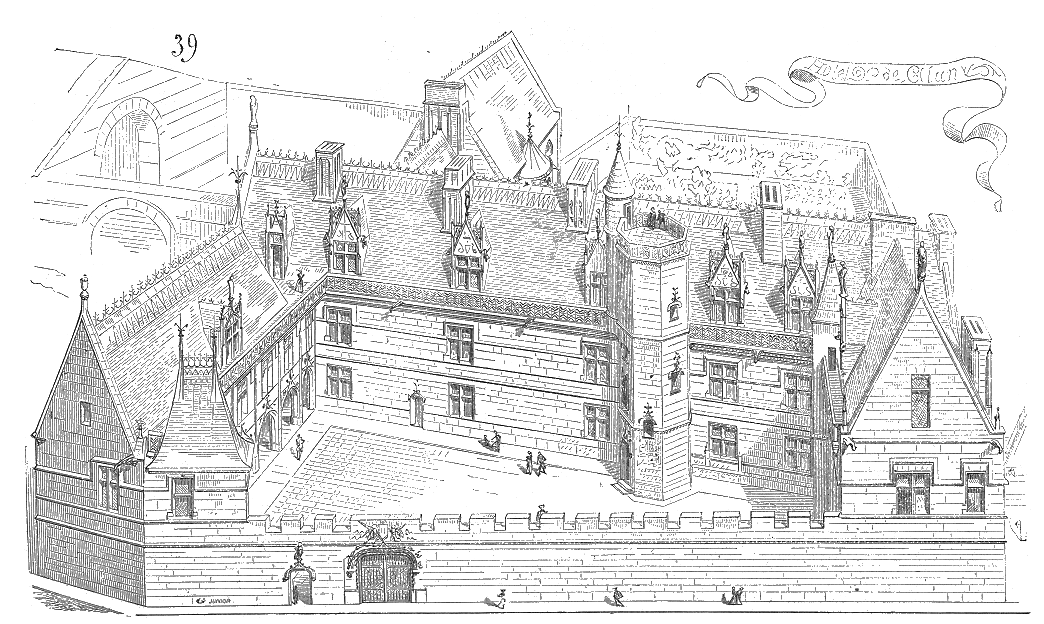
Il palazzo in un disegno del 1856 di Viollet-le-Duc.

In quest'area della riva sinistra della Senna, in prossimità dell'incrocio del cardo (Rue Saint-Jacques) e del decumano (Rue Cujas) della Lutetia romana, l'antica corporazione dei battellieri costruirono verso la fine del II o all'inizio del III secolo a.C. le Terme di Lutetia, dette poi Terme di Cluny.
Tuttavia al tempo Parigi non aveva delle fortificazioni urbane, e la città, quindi le terme, furono facile preda delle incursioni barbariche che apparentemente distrussero il complesso termale verso la fine del III d.C. secolo. Una prima probabile distruzione ci fu già con l'invasione dei Franchi e degli Alemanni nel 275.
Nel VI secolo, Venanzio Fortunato, descrive le terme denominandole di Arx celsa (gran palazzo), come residenza del re Childeberto I, re dei Franchi-Parigi dal 511 al 558. La vedova, la regina Ultrogota, vi risiederà ugualmente con le figlie, come riportato nel De horto Ultrogothonis.
Il Palatium de Terminis era proprietà di Simon de Poissy (Simonis de Pissiaco) nel marzo 1218. Quando il re Filippo Augusto dà in possesso perpetuo la Montagna di Santa Genoveffa al suo ciambellano, Henri le concierge (Henrico Consergio) come ricompensa dei suoi servizi, la proprietà comprendeva anche le terme. Con la costruzione della prima cinta muraria di Parigi, si utilizzarono alcune parti delle terme come cava di materiali da costruzione.
Il Palais des Thermes dal XIII secolo venne utilizzato dagli Abati di Cluny come loro residenza cittadina in quanto insegnavano nel Collège de Cluny, allora situato a sud di Place de la Sorbonne. Le terme e le sue dipendenze vennero acquistati formalmente nel 1340 dall'abate Pierre de Châtelus per il suo ordine, che costruì il loro primo Hôtel particulier e una parte degli ambienti termali venne adibita a fienile. 

### L'edificio attuale

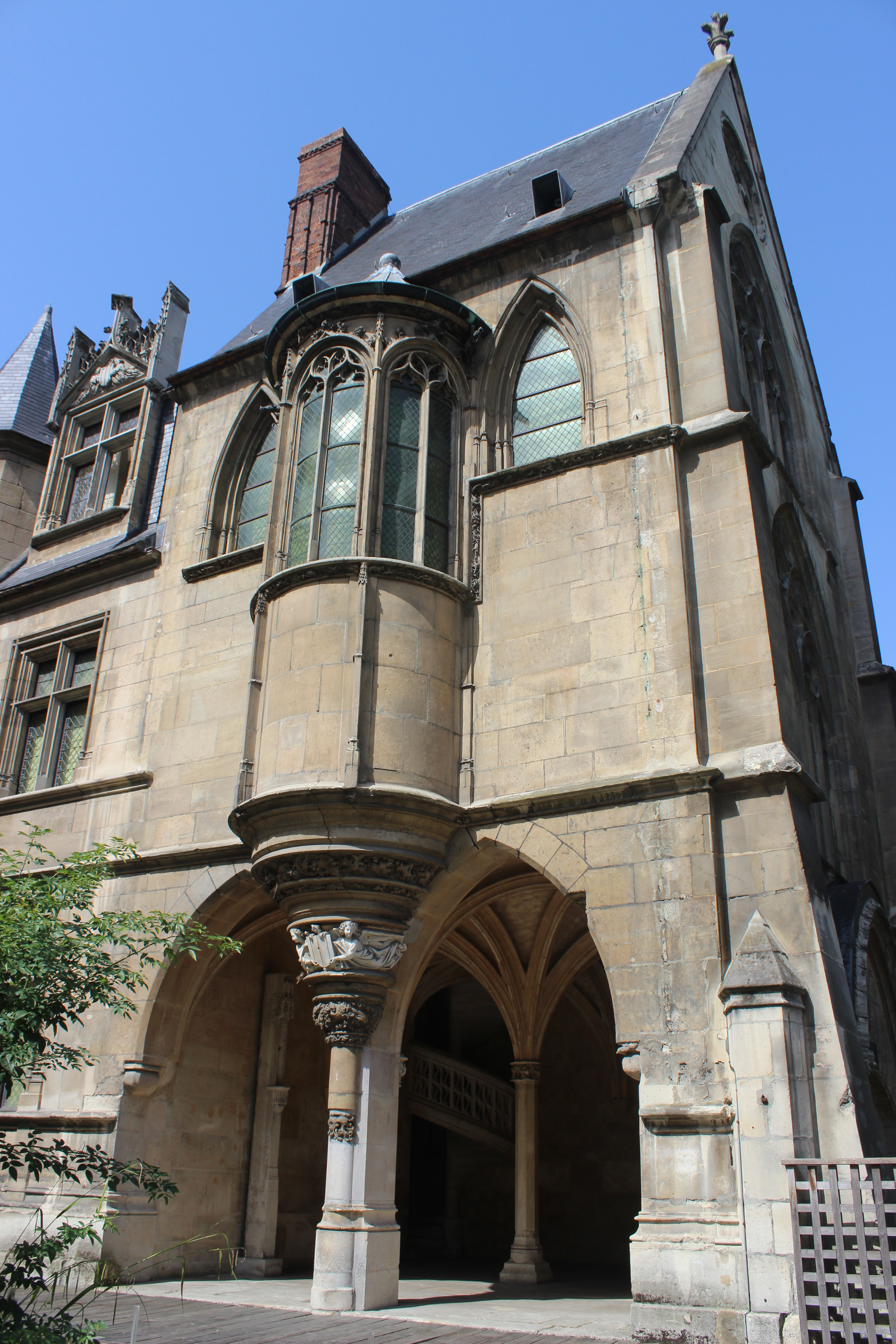
La cappella sul fronte posteriore.

L'hôtel de Cluny venne ricostruito nell'aspetto attuale tra il 1485 e il 1510. La costruzione venne iniziata da Giovanni III di Borbone e continuata da Giacomo II d'Amboise. L'emblema di quest'ultimo figura sui timpani degli abbaini e sulle vetrate delle finestre del piano superiore. 
L'edificio si compone di un grande corpo centrale affiancato da due ali laterali. Il cortile che ne è ricavato è chiuso da un muro di cinta merlato. La facciata del corpo principale, parte da due ordini di finestre crociate, è ornata da una torre scale esagonale. Nell'ala sinistra vi è un portico ogivale formato da quattro arcate e sul retro del palazzo sporge la cappella con abside aggettante e poggiante su un pilastro del portico. La cappella e le decorazioni scultoree delle balaustre e dei timpani degli abbaini sono un capolavoro del gotico-fiammeggiante.
Oltre agli abati cluniacensi, il palazzo accolse ospiti importanti. Nel gennaio 1515 Maria Tudor vi fu rinchiusa per 40 giorni in seguito alla morte del marito Luigi XII di Francia, per assicurare il passaggio della corona al cugino Francesco I senza rischi di eventuali eredi portati dall'Inghilterra. Il 3 marzo 1515 Maria si sposò qui in segreto con il suo favorito Charles Brandon, I duca di Suffolk, senza aspettare il consenso del fratello, il re Enrico VIII d'Inghilterra.
Anche il re Giacomo V di Scozia venne accolto nel palazzo, il 3 dicembre 1536, ospite di Francesco I in vista del matrimonio con la figlia Maddalena di Valois.
A partire dal XVII secolo il palazzo serve anche da Nunziatura apostolica ai legati del Papa. Il nunzio vi risiedeva con la sua "corte" composta da una ventina di persone, fra cui due segretari. Fra il 1634 e il 1636 vi abitò il cardinale Giulio Mazzarino in qualità di nunzio straordinario inviato da papa Urbano VIII per fiancheggiare Giorgio Bolognetti nei trattati diplomatici.

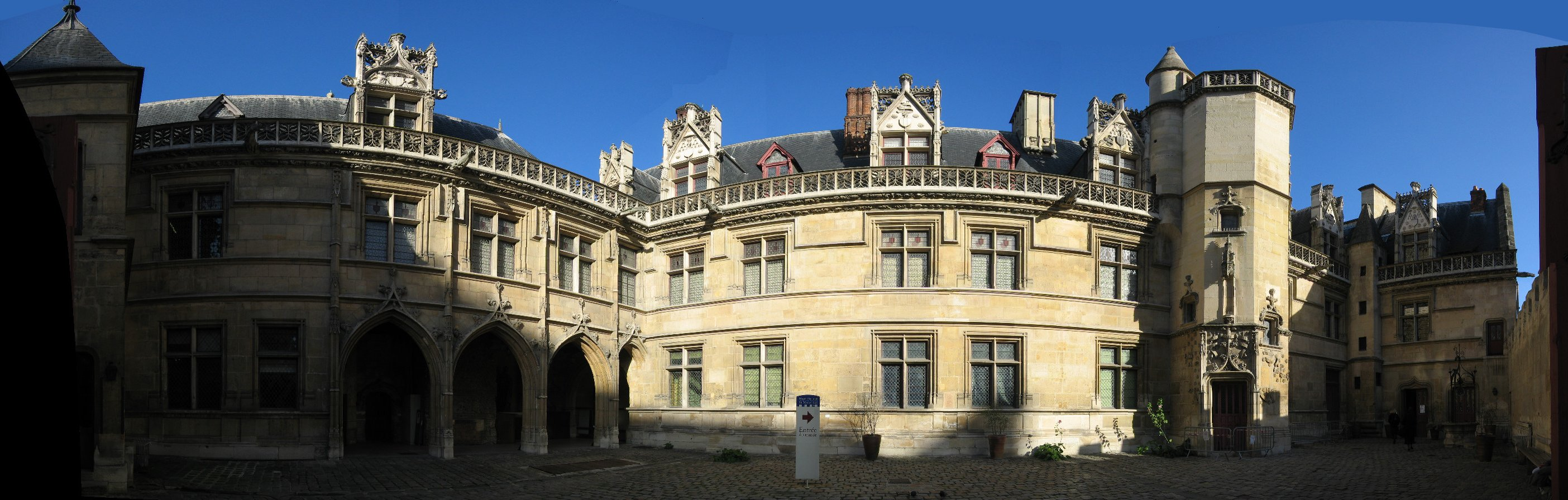
Il cortile d'onore.

### Storia moderna
Nel XVIII secolo Nicolas-Léger Moutard, libraio-stampatore della regina fra il 1774 e il 1792, vi aprì una stamperia e installò le sue macchina nella cappella del palazzo. All'epoca della Rivoluzione francese il palazzo viene venduto come bene nazionale e subì varie trasformazioni e danneggiamenti. Un osservatorio privato viene installato in cima alla torre scalare, sorta di padiglione in legno ottagonale interamente vetrato, dove l'astronomo Joseph-Nicolas Delisle (1688-1768) e i suoi allievi Jérôme Lalande (1732-1807) e Charles Messier (1730-1817), facevano le loro osservazioni.

## Il Museo di Cluny
Nel 1833, Alexandre Du Sommerard, consigliere alla Corte dei conti e appassionato d'arte medievale, ne prese possesso organizzandovi le proprie collezioni. 
Nel 1843 tutto il complesso, comprese le Terme di Cluny, fu acquistato dallo Stato che lo aprì al pubblico nel 1844 come museo.